# Darrell Crooks
Darrell Crooks (auch Darell Crooks oder Darryl Crooks, * 1957 oder 1958; † 2. Februar 2022) war ein US-amerikanischer Contemporary R&B-, Jazz- und Studiomusiker (Gitarre).
Crooks, der aus Texas stammte, war ab den 1980er-Jahren in der Musikszene von Los Angeles tätig, wo er Karriere als Session-Gitarrist machte. Ab den 1990er-Jahren war Crooks an Aufnahmen vieler bekannter Contemporary-R&B-, Hip-Hop-, Jazz- und Gospel-Künstler beteiligt, u. a. Snoop Dogg, Gregory Porter, Eric Clapton, Andraé Crouch, 2 Pac, Al Jarreau, Earth, Wind & Fire, The Gap Band und Ledisi. Im Bereich des Jazz war er laut Tom Lord zwischen 1992 und 2007 an elf Aufnahmesessions beteiligt, etwa mit Bobby Lyle, Kevin Toney, Carol Duboc und Kirk Whalum (Roundtrip). Crooks starb im Alter von 64 Jahren an den Folgen von COVID-19.